# Карбоксиметилцеллюлоза
Карбоксиметилцеллюлоза (КМЦ, кроскарамеллоза, целлюлозогликолевая кислота, [С6Н7О2(ОН)3-x(ОСН2СООН)x]n, где х = 0,08–1,5) — производное целлюлозы, в которой карбоксилметильная группа (–CH2–COOH) соединяется гидроксильными группами глюкозных мономеров. Растворы бесцветны. Впервые синтезирована и запатентована немецким химиком Янсеном в 1918 году.
Внешний вид: светло-бежевый кристаллический порошок.
В качестве загустителя входит в состав зубной пасты, пищевых продуктов (пищевая добавка E469, E466), косметики, лака для волос. Применяется в производстве слабительных средств и клея (например, клея бустилат). Входит в состав моющих средств и наполнителей для аккумуляторов холода. А также может использоваться как полимер для пенообразователей, для улучшения стойкости пены.
Глинистые суспензии на основе карбоксиметилцеллюлозы используются при бурении в газовой, нефтедобывающей промышленности, геологических исследованиях, где она выступает как модификатор вязкости и удерживающий воду агент.
Качественное определение: ИК-спектрофотометрия.

## Производные карбоксиметилцеллюлозы
В химической, пищевой и медицинской промышленности используется натриевая соль([С6Н7О2(ОН)3-x(OCH2COONa)x]n, где x = 0,02—1,50) — натрий карбоксиметилцеллюлоза, водные растворы которой вязки, обладают псевдопластичностью, а у некоторых сортов — тиксотропией. Натриевая соль целлюлозогликолевой кислоты применяется в качестве пластификатора, загустителя, резорбента. Благодаря свойству формировать вязкие растворы, которые долго сохраняют пластичность, натриевая соль карбоксиметилцеллюлозы получила большое распространение в строительной сфере.
В пищевой и фармацевтической промышленности часто находит применение карбоксиметилцеллюлозы натриевая соль трехмерная (сшитая) (кроскармеллоза — E468). В отличие от натриевой соли карбоксиметилцеллюлозы, кроскармеллоза — практически не растворима в воде. Однако, она имеет способность поглощать воду. 1 г кроскармеллозы поглощает до 20 мл воды.

Полиазолидинаммоний (Polyazolidinammoniy) — полимер, получаемый при смешивании целлюлозогликолевой кислоты с дигидрокверцетином (либо с кверцетином).

## Применение
Используют в качестве добавки для буровых растворов (снижает фильтрацию и увеличивает вязкость буровых растворов).
В пищевой промышленности в качестве стабилизатора, загустителя, наполнителя.
Для производства стиральных порошков, мыла, моющих средств, чистящих паст (КМЦ предотвращает повторное отложение грязи на тканях).
При производстве керамики действует как загуститель, пластификатор и связующий агент, также улучшая гладкость эмали.
КМЦ также используется в качестве загустителя для эмульсионных красок, действует как пластификатор и задерживает время схватывания в качестве вспомогательного агента для порошковых красок, выравнивающих составов и цементных растворов, а также используется при производстве клеев для обоев.
Используется в качестве связующего вещества при производстве брикетов из угольной пыли.
КМЦ используется для производства карандашей и мелков в качестве связующего вещества.
Широко применяется в строительстве в качестве различных клеевых компонентов сухих строительных смесей (обойный клей, финишные и суперфинишные шпаклевки, штукатурки, гидроизоляционные компоненты для бетона).
В литейном деле КМЦ используется при изготовлении земляных форм.
Карбоксиметилцеллюлоза также используется в производстве гемостатических повязок и бинтов.

## Кодировка производных карбоксиметилцеллюлозы в базах данных
CAS No:9000-11-7 Карбоксиметилцеллюлоза
CAS No: 9004-32-4 Карбоксиметилцеллюлозы натриевая соль
CAS No: 74811-65-7 Карбоксиметилцеллюлозы натриевая соль сшитая (Кроскармеллоза)